# Joost Reijns
Joost Reijns (17 de abril de 1987) es un deportista neerlandés que compitió en natación. Ganó una medalla de plata en el Campeonato Mundial de Natación de 2015 y una medalla de bronce en el Campeonato Europeo de Natación en Piscina Corta de 2013.

## Palmarés internacional
| Campeonato Mundial                  | Campeonato Mundial  | Campeonato Mundial | Campeonato Mundial    |
| Año                                 | Lugar               | Medalla            | Prueba                |
| ----------------------------------- | ------------------- | ------------------ | --------------------- |
| 2015                                | Kazán (Rusia)       | Medalla de plata   | 4 × 100 m libre mixto |
| Campeonato Europeo en Piscina Corta |                     |                    |                       |
| Año                                 | Lugar               | Medalla            | Prueba                |
| 2013                                | Herning (Dinamarca) | Medalla de bronce  | 4 × 50 m libre mixto  |